# Nozomi Maruyama
Nozomi Maruyama (丸山 希?, Maruyama Nozomi; 2 giugno 1998) è una saltatrice con gli sci giapponese.

## Biografia
La Maruyama, attiva in gare FIS dal luglio del 2014, ha esordito in Coppa del Mondo il 1º dicembre 2018 a Lillehammer (29ª) e ai Campionati mondiali a Seefeld in Tirol 2019, dove è stata 17ª nel trampolino normale e 6ª nella gara a squadre. Il 18 gennaio 2020 ha ottenuto a Zaō il primo podio in Coppa del Mondo (2ª); ai Mondiali di Oberstdorf 2021 si è classificata 20ª nel trampolino normale, 18ª nel trampolino lungo e 4ª nella gara a squadre, a quelli di Planica 2023 si è piazzata 8ª nel trampolino normale, 4ª nel trampolino lungo, 5ª nella gara a squadre e 5ª nella gara a squadre mista e a quelli di Trondheim 2025 è stata 17ª nel trampolino normale, 7ª nel trampolino lungo e 5ª nella gara a squadre.

## Palmarès

### Mondiali juniores
- 1 medaglia:
  - 1 bronzo (gara a squadre a Almaty 2015)

### Coppa del Mondo
- Miglior piazzamento in classifica generale: 11ª nel 2021
- 3 podi (2 individuali, 1 a squadre):
  - 2 secondi posti (1 individuale, 1 a squadre)
  - 1 terzo posto (individuale)